# Yury Korneev
Pour les articles homonymes, voir Korneïev.
Iouri Ivanovitch Korneïev - en russe : Юрий Иванович Корнеев et en anglais : Yury Korneyev - né le 26 mars 1937 à Moscou dans la République socialiste fédérative soviétique de Russie et décédé le 17 juin 2002 à Moscou, était un ancien joueur soviétique de basket-ball, évoluant au poste d'ailier. 

## Carrière

### Palmarès
- Finaliste des Jeux olympiques 1960
- Finaliste des Jeux olympiques 1964
- Médaille de bronze au championnat du monde 1963
- Champion d'Europe 1959
- Champion d'Europe 1961